# Berta Aragonská
Berta Aragonská (asi 1075 – před 1111) byla aragonská a navarrská královna. O jejím dětství ani jménech jejích rodičů není nic známo.
Za Petra I. Aragonského se provdala v roce 1097, krátce po smrti jeho první manželky Anežky Akvitánské, se kterou měl dvě děti, Petra a Isabelu. Oba byli už roku 1104 mrtví a král Petr potřeboval dědice. Berta neotěhotněla a Petr následující rok zemřel. Aragonská a navarrská koruna přešla na jeho nevlastního bratra Alfonsa.
Berta dostala věno, ale Alfons si ponechal všechny Petrovy pozemky. Není známo datum ani místo jejího úmrtí.
Genealog Szabolcs de Vajay spekuluje, že mohla být dcerou hraběte Petra I. Savojského, a další Anežky Akvitánské, možná Anežky, která byla poslední manželkou Petrova dědečka Ramira I. Aragonského a sestřenicí Petrovy první manželky.